# Jonestown (Guyana)
Jonestown è il nome informale con il quale ci si riferisce al People's Temple Agricultural Project (in italiano "Progetto Agricolo del Tempio del popolo"), una comunità internazionale nella Guyana nordoccidentale formata dal Tempio del popolo, un movimento religioso statunitense fondato dal pastore Jim Jones.
Balzò tristemente all'attenzione della cronaca quando, il 18 novembre 1978, 909 abitanti del progetto persero la vita, quasi tutti avvelenati con il cianuro. La decisione fu discussa dalla comunità in assemblea poco prima del drammatico evento: fu registrato un nastro, in cui Jones e altri membri del gruppo si riferirono al gesto come a un "suicidio rivoluzionario".
Il suicidio fu preceduto dalla morte di cinque persone per mano di membri del Tempio alla pista d'atterraggio di Port Kaituma, tra le quali il membro del Congresso Leo Ryan. Altri quattro membri della setta morirono a Georgetown su comando di Jones.
Se si escludono disastri naturali e, più tardi, gli attentati dell'11 settembre 2001, mai tanti civili statunitensi erano morti in una sola circostanza.

## Storia

### Il trasferimento di Jim Jones e l'insediamento
In seguito ad accuse di carattere politico, frode fiscale e abusi sessuali, relative alle attività di Jim Jones e del suo movimento - il "Tempio del Popolo" -, questi, dopo essersi accordato col governo della Guyana e aver ottenuto in concessione alcuni lotti di terreno, nell'estate del 1977 si trasferì nello Stato sudamericano, dove con un migliaio di persone fondò la città di Jonestown. La dottrina e il sistema economico prescelto prendevano spunto dal naturismo applicato nella Cambogia di Pol Pot, di cui il reverendo Jones era un fervido ammiratore.
L'idea di Jones era quella di trasformare questa comunità in un paradiso in terra: i membri venivano indottrinati con linguaggio millenaristico. Coloro che abbandonavano la comune venivano definiti disertori ed esisteva una polizia informale per rendere difficoltosa, se non impossibile, la diserzione. Il pastore Jones proponeva di praticare quello che lui stesso aveva definito un "socialismo pentecostale".

### Il viaggio di Leo Ryan

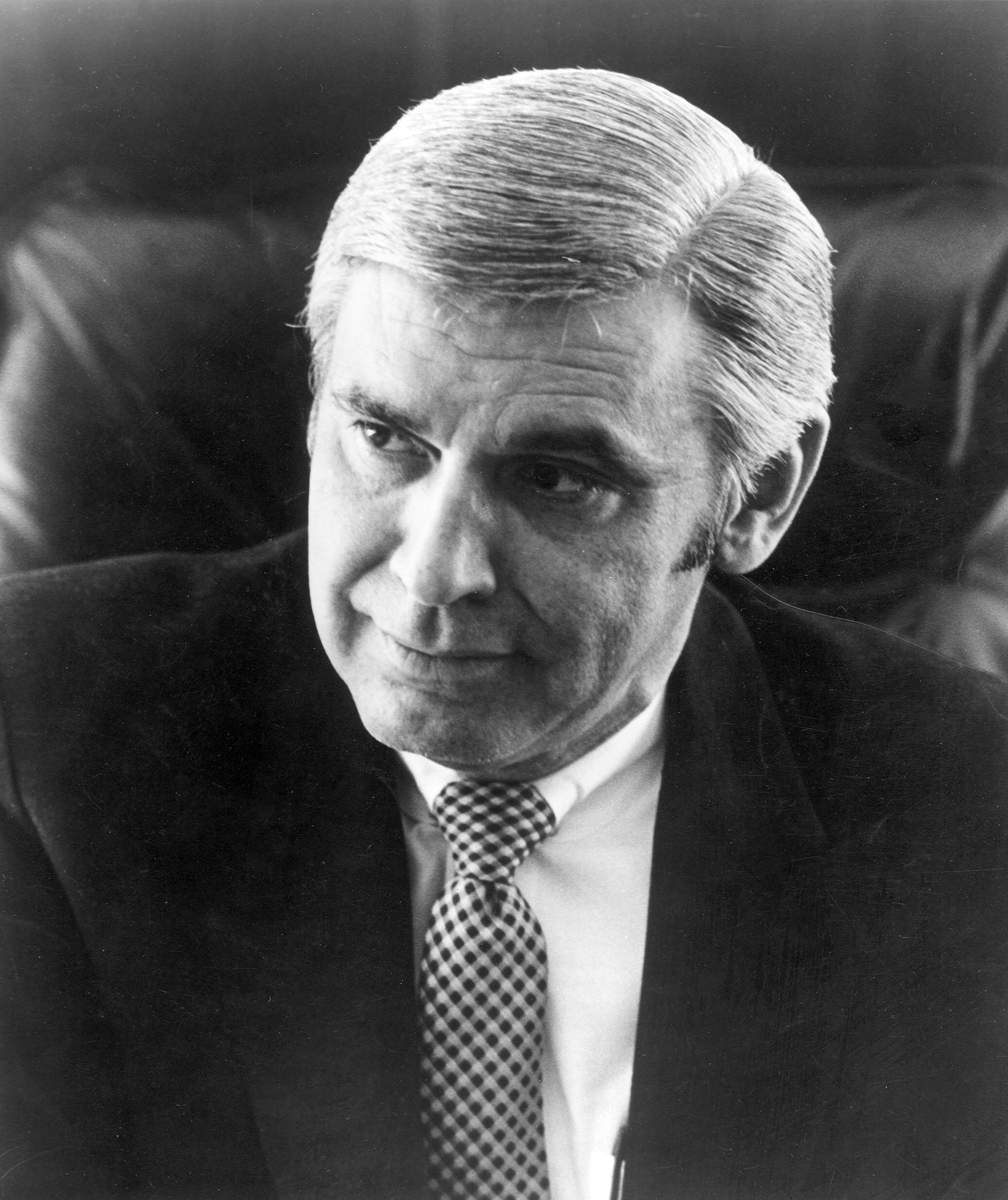
Il deputato Leo Ryan

Leo Ryan, che rappresentava l'undicesimo distretto congressuale della California, annunciò che avrebbe visitato Jonestown. Ryan era amico del padre di Bob Houston, un membro del Tempio in California, il cui corpo mutilato fu trovato vicino ai binari del treno il 5 ottobre 1976, tre giorni dopo una conversazione telefonica registrata con l'ex moglie di Houston in cui si discuteva di lasciare il Tempio.
Il 14 novembre, Ryan volò a Jonestown insieme a una delegazione che comprendeva: Jackie Speier, consigliere legale di Ryan; Neville Annibourne, in rappresentanza del Ministero dell'Informazione della Guyana; Richard Dwyer, vice capo missione dell'ambasciata statunitense in Guyana; Tim Reiterman, reporter del San Francisco Examiner; il fotografo dell'Examiner Greg Robinson; il reporter della NBC Don Harris; l'operatore della telecamera NBC Bob Brown; Il tecnico audio NBC Steve Sung; il produttore della NBC Bob Flick; il giornalista del Washington Post Charles Krause; il giornalista del San Francisco Chronicle Ron Javers; e rappresentanti di parenti degli adepti preoccupati, tra cui Tim e Grace Stoen, Steve e Anthony Katsaris, Beverly Oliver, Jim Cobb, Sherwin Harris e Carolyn Houston Boyd.
Quando la delegazione arrivò in Guyana, gli avvocati Mark Lane e Charles Garry inizialmente declinarono la loro richiesta d'accesso a Jonestown. Tuttavia, entro la mattina del 17 novembre, informarono Jones che Ryan sarebbe probabilmente partito per Jonestown quel pomeriggio, indipendentemente dal loro divieto. La delegazione, accompagnata da Lane e Garry, atterrò a Port Kaituma, a 10 km da Jonestown, alcune ore dopo ma, a causa delle limitazioni relative ai posti a bordo degli aeromobili, solo quattro dei parenti interessati furono autorizzati ad accompagnare la delegazione nel suo volo verso Jonestown.
Solo Ryan e altri tre furono inizialmente accettati a Jonestown, mentre il resto del gruppo di Ryan fu autorizzato dopo il tramonto. Quella notte tutti gli ospiti parteciparono a un ricevimento musicale nel padiglione. La delegazione venne accolta calorosamente, ma Jones affermó più volte di sentirsi come un uomo morente e per tutta la serata farneticò riguardo cospirazioni governative e martirio denigrando anche gli attacchi della stampa nei suoi confronti. Successivamente verrà riferito e verificato da cassette audio recuperate dagli investigatori come Jones avesse fatto delle prove su come convincere la delegazione di Ryan che tutti fossero felici e di buon umore.
Due membri del Tempio, Vernon Gosney e Monica Bagby, fecero la prima mossa per tentare la diserzione quella notte. Nel padiglione, Gosney scambiò Sherwin Harris per Ryan e gli passò un bigliettino recitante: "Cari deputati, Vernon Gosney e Monica Bagby. Per favore, aiutateci a fuggire da Jonestown." Ryan, Speier, Dwyer e Annibourne passarono la notte a Jonestown mentre altri membri della delegazione, incluso il corpo della stampa e i rappresentanti dei parenti preoccupati, furono invitati a cercare altri alloggi. Andarono a Port Kaituma e rimasero in un piccolo caffè.

### Le defezioni nella comunità
La mattina presto del 18 novembre, undici membri del Tempio avvertirono il pericolo e fuggirono da Jonestown per poi raggiungere la città di Matthew's Ridge, nella direzione opposta dalla pista di atterraggio di Port Kaituma. Tra questi disertori c'erano membri della famiglia del capo della sicurezza di Jonestown, Joe Wilson. Quando giornalisti e membri dei parenti interessati arrivarono a Jonestown più tardi quel giorno, Marceline Jones, moglie del rev. Jones, fece far loro un tour dell'insediamento. Quel pomeriggio, le famiglie Parks e Bogue, insieme ai suoceri Christopher O'Neal e Harold Cordell, si fecero avanti e chiesero di essere scortati fuori da Jonestown dalla delegazione Ryan. Quando il figlio adottivo di Jones, Johnny, tentò di convincere Jerry Parks a non andarsene, Parks gli disse: "assolutamente no, questo non è altro che un campo di prigionia comunista". Jones diede alle due famiglie, insieme a Gosney e Bagby, il permesso di andarsene.
Quando Harris consegnò la nota di Gosney ottenuta la notte precedente a Jones durante un'intervista nel padiglione, Jones dichiarò che i disertori mentivano e volevano solo distruggere Jonestown. Dopo l'inizio di un violento temporale, si svilupparono scene emotive tra i membri della famiglia. Al Simon, un nativo americano membro del tempio, tentò di portare due dei suoi figli a Ryan per elaborare i documenti necessari per il ritorno negli Stati Uniti. La moglie di Al, Bonnie, convocata dagli altoparlanti dal personale di Temple, denunciò ad alta voce il marito. Al supplicò Bonnie di tornare negli Stati Uniti, ma Bonnie respinse le sue richieste.

### La sparatoria a Port Kaituma e l'omicidio di Ryan
Mentre la maggior parte della delegazione di Ryan partì su un grande autocarro con cassone ribaltabile verso la pista di atterraggio di Port Kaituma, Ryan e Dwyer rimasero indietro a Jonestown per aiutare altri eventuali disertori. Poco prima che l'autocarro se ne andasse, il lealista del tempio Larry Layton, fratello di Deborah Layton, chiese di unirsi al gruppo.
Appena dopo la partenza della delegazione, il membro del tempio Don "Ujara" Sly afferrò Ryan e gli puntò contro un coltello. Ryan rimase illeso grazie all'intervento di altri adepti che fermarono Sly e Dwyer gli suggerì di lasciare Jonestown e presentare una denuncia penale contro Sly. Ryan accettò il consiglio, promettendo di tornare più tardi per affrontare la controversia. Il camion in partenza per la pista di atterraggio intanto si era fermato dopo che i passeggeri avevano saputo dell'attacco a Ryan e lo aveva preso come passeggero prima di continuare il suo viaggio verso la pista di atterraggio. L'entourage aveva originariamente prenotato un Twin Otter da 19 passeggeri dalla Guyana Airways per riportarli a Georgetown ma, a causa dei disertori in partenza da Jonestown, il gruppo aumentò di numero e si necessitò di un aereo aggiuntivo.
Di conseguenza, l'ambasciata degli Stati Uniti organizzò un secondo aereo, un Cessna da sei passeggeri ma quando l'entourage raggiunse la pista di atterraggio tra le 16:30 e le 16:45, gli aerei non erano lì come previsto e Il gruppo aspettò i velivoli fino alle 17:10 circa. Layton era un passeggero del Cessna, il primo aereo ad essere preparato per il decollo, e dopo che il Cessna fu posizionato all'estremità della pista di atterraggio estrasse una pistola e iniziò a sparare ai passeggeri. Ferì Bagby e Gosney e tentò di uccidere Dale Parks, che lo disarmò. Nel frattempo, alcuni passeggeri erano saliti a bordo del più grande Twin Otter quando un trattore con un rimorchio attaccato, guidato da membri della squadra di sicurezza della Brigata Rossa del Tempio (chiamata così in onore delle Brigate Rosse italiane), arrivò alla pista di atterraggio e si avvicinò all'aereo.
Quando il trattore si trovava a circa 9 m dall'aeromobile, in un momento approssimativamente in concomitanza con le sparatorie sul Cessna, la Brigata Rossa aprì il fuoco con fucili a pompa, pistole e carabine mentre almeno due tiratori aggiravano l'aereo a piedi. C'erano forse nove tiratori le cui identità non sono conosciute per certo, ma la maggior parte delle fonti concorda sul fatto che Joe Wilson, Thomas Kice Sr. e Ronnie Dennis erano tra questi. I primi secondi della sparatoria sono stati catturati da una registrazione video ENG del cameraman della NBC Bob Brown, ucciso insieme a Robinson, Harris e alla disertrice del tempio Patricia Parks. Ryan è stato ucciso dopo essere stato colpito più di venti volte. Jackie Speier, Sung, Dwyer, Reiterman e Anthony Katsaris furono tra i nove feriti dentro e intorno alla Twin Otter. Dopo le sparatorie, il pilota del Cessna, insieme al pilota e copilota del Twin Otter, volarono nel Cessna fino a Georgetown. Il Twin Otter danneggiato e i membri feriti della delegazione Ryan furono lasciati indietro sulla pista di atterraggio. Ci furono un totale di 5 morti e 11 feriti.

### Il suicidio di massa
Nel tempo che trascorse fra la partenza della delegazione Ryan e la sparatoria, Jones, convinto che il disguido con Ryan avrebbe causato un intervento governativo contro Jonestown, diede ordine alla squadra armata di intercettare la delegazione e ai suoi collaboratori di preparare il necessario per il sacrificio finale. Venne preparata una grande vasca di metallo contenente Flavor Aid al sapore d'uva avvelenato con Valium, idrato di cloro, cianuro e Phenergan. Jim Jones fece il suo annuncio dagli altoparlanti del campo, chiamando immediatamente tutti i membri al padiglione.
Quando i responsabili della sparatoria alla pista d'atterraggio tornarono e confermarono la morte di Ryan, Jones annunció l'inizio del piano di suicidio di massa già precedentemente programmato. Le guardie crearono un perimetro intorno al padiglione centrale di Jonestown per impedire fughe e iniziarono i preparativi. Secondo Odell Rhodes, membro del tempio fuggito, i primi a prendere il veleno furono Ruletta Paul e il suo bambino di un anno. Una siringa senza ago fu usata per spruzzare veleno nella bocca del bambino, dopo di che Paul spruzzò un'altra siringa nella sua bocca. Stanley Clayton ha anche visto le madri con i loro bambini avvicinarsi alla vasca contenente il veleno. Clayton ha affermato che Jones ha avvicinato le persone per incoraggiarle a bere il veleno e che, dopo che gli adulti hanno visto che il veleno ha iniziato ad avere effetto, "hanno mostrato riluttanza a morire".
Il veleno ha causato la morte entro cinque minuti per i bambini e circa 20-30 minuti per gli adulti. Dopo aver consumato il veleno, le persone sono state scortate lungo una passerella di legno che portava fuori dal padiglione. In risposta alle reazioni del vedere il veleno avere effetto sugli altri, Jones consigliò: "Morite con dignità. Abbandonate la vita con dignità; non accasciatevi con lacrime e agonia". Rhodes ha descritto una scena di isteria e confusione mentre i genitori guardavano i loro bambini morire per il veleno. Ha anche affermato che la maggior parte dei presenti "ha aspettato tranquillamente il proprio turno per morire" e che molti membri del Tempio riuniti "camminavano come se fossero in trance".
Man mano che altri membri del Tempio morivano, alla fine le stesse guardie furono chiamate a morire per avvelenamento. Jones venne trovato morto sdraiato accanto alla sua sedia nel padiglione tra altri due corpi e con la testa appoggiata su di un cuscino. La sua morte è stata causata da una ferita da arma da fuoco alla tempia destra che l'esaminatore medico capo della Guyana Leslie Mootoo ha dichiarato essere autoinflitta.

## Le testimonianze

### Le registrazioni audio
Esiste una cassetta di 44 minuti in possesso dell'FBI, conosciuta come "il nastro della morte" (death tape) che registra parte dell'incontro che Jones ha tenuto all'interno del padiglione durante la serata del 18 novembre 1978. Nella registrazione si può sentire Jones che si rivolge ad alcuni adepti intimandogli di portare Dwyer in posto sicuro prima che gli accadesse qualcosa.
Nel nastro si ascolta Jones vaneggiare riguardo ad un suicidio rivoluzionario per combattere il capitalismo e redarguire gli adepti dal fatto che se non avessero agito in fretta il governo degli Stati Uniti sarebbe arrivato a prendere i loro bambini per crescerli come fascisti. Si può anche ascoltare un membro del tempio, Christine Miller, proporre un esodo nell'Unione Sovietica, rifiutato da Jones e dai membri del tempio. Infine sul nastro è registrato l'inizio dell'avvelenamento collettivo e si possono sentire le urla dei bambini agonizzanti e i pianti delle madri mentre Jones incita gli adepti a non essere tristi e sbrigarsi.

### I racconti dei sopravvissuti
I sopravvissuti descrivono Jonestown come un misto di prigione e progetto utopistico. Le diserzioni erano poche, sia per la barriera naturale costituita dalla giungla, sia per le feroci punizioni verso i disertori, sia perché lo stato di mobilitazione continua all'interno della comunità rendeva difficile organizzarsi per progettare una fuga.
Stephan Jones (il figlio di Jim Jones), in una intervista al quotidiano israeliano Haaretz del 22 gennaio 2019, ha cercato di spiegare l'ideologia del padre.

### Le discrepanze sui dati e le vittime
Le prime pagine di New York Post, New York Times e San Francisco Examiner che avevano citato i resoconti originali dell'esercito della Guyana, riportavano della scoperta di 408 cadaveri, mentre circa 500 persone sarebbero fuggite nella giungla circostante.
L'esercito statunitense arrivò alcuni giorni dopo e aumentò sensibilmente le stime dei cadaveri: dai 700 iniziali, a 780, per un rilievo definitivo dopo una settimana di ricerche di 909 morti, ai quali andavano sommati i 4 seguaci morti alla sede del Tempio a Georgetown, e i 5 caduti durante la sparatoria alla delegazione di Leo Ryan. I sopravvissuti furono solo 167.
Nello spiegare le discrepanze, un funzionario statunitense disse che la Guyana "non sapeva contarli", mentre un altro portavoce spiegò che i 400 trovati inizialmente erano stati ammassati, mentre gli altri 500 e oltre erano in altri luoghi della comunità più nascosti. I morti erano sparsi un po' dappertutto, in alcune parti ammassati uno sopra l'altro e in via di decomposizione in prossimità del padiglione, mentre quelli negli edifici e in zone più lontane non furono subito trovati.
Dal momento che nessuna stima o forma di censimento fu effettuata alla popolazione di Jonestown prima del massacro, si pensa comunque che possano esserci da 20 a 120 seguaci non rientranti nelle statistiche. Questi, secondo i teoristi del complotto, avrebbero formato le cosiddette "Brigate Rosse", il corpo armato del culto responsabile dell'attacco alla delegazione del Congresso, oltre che avente le funzioni basilari di una normale fonte di sicurezza come il controllo lungo le strade e la stabilità interna.
Secondo il New York Times, il primo medico qualificato inviato sulla scena del massacro fu il medico legale guyanese Leslie C. Mootoo. Lui e i suoi assistenti esaminarono oltre 100 cadaveri per circa 32 ore totali di esami e analisi, scoprendo che gran parte degli adulti presentava dosi di cianuro anche in parti del corpo impossibili da raggiungere senza assistenza, come ad esempio nelle scapole, mentre altri presentavano segni d'arma da fuoco. Charles Huff, uno dei primi soldati statunitensi ad arrivare sul posto, riferì d'aver visto "molte vittime d'arma da fuoco", da aggiungersi a quelle invece frecciate con balestre, per le cui modalità di ritrovamento sembrava stessero fuggendo. Mootoo inoltre ritenne che fosse impossibile per i bambini accettare un volontario suicidio, concludendo preliminarmente che la maggior parte delle persone morte a Jonestown non si fossero suicidate, bensì uccise tra di loro.

## Le teorie del complotto
Molte teorie del complotto spesso sostengono che gli eventi di Jonestown rappresentavano esperimenti della Central Intelligence Agency nel controllo mentale o modalità simili di sperimentazione sociale, come ad esempio un'applicazione pratica del Progetto MKUltra.

## Filmografia
- Il massacro della Guyana (Guyana: Crime of the Century), regia di René Cardona Jr. (1979)
- Mangiati vivi! (Eaten alive!), regia di Umberto Lenzi (1980)
- Vivere nel terrore (Bad Dreams), regia di Andrew Fleming (1988)
- The Sacrament, regia di Ti West (2013)